# Порос-озерская волость
Порос-озе́рская во́лость — историческая административно-территориальная единица (волость) в составе Повенецкого уезда Олонецкой губернии Российской Империи и РСФСР. Волость состояла из 28 населённых пунктов (на 1905 год).  
Волостное правление располагалось в селении Порос-озеро.
Упразднена в 1927 году.
В настоящее время территория Порос-озерской волости относится в основном к Суоярвскому району Республики Карелия.

## География
Самым удалённым от волостного правления поселением было Соймо губа (83 версты). 

## История
Постановлением ВЦИК и СНК РСФСР от 4 августа 1920 года в населённых карелами местностях Олонецкой и Архангельской губерний была образована Карельская трудовая коммуна и волость вошла в состав Карельской трудовой коммуны. В 1923 году волость вошла в состав образованной Автономной Карельской ССР.
В ходе реформы административно-территориального деления СССР в 1927 году волость была упразднена.

## Состав

### Сельские общества
В состав волости входили следующие сельские общества, включающие 28 деревень:
- Клюшиногорское общество
- Порос-озерское общество

### Населённые пункты
| Клюшиногорское общество                                              |       |         |       |              |
| Поселение                                                            | Семей | Человек | До ВП | Школа        |
| Гинчара-вара при озере Мегре                                         | 1     | 17      | 35    | В 10 верстах |
| Ушкалы при озере Ушкольском                                          | 10    | 54      | 35    | В 10 верстах |
| Гимола при озере Гимольском                                          | 34    | 158     | 45    | Есть         |
| Ройк-Наволок при озере Ройкинаволоцком                               | 9     | 64      | 59    | В 6 верстах  |
| Клюшина гора при ламбе Малде                                         | 23    | 186     | 53    | Есть         |
| Свиная гора при озере Вонгоре                                        | 11    | 69      | 57    | В 4 верстах  |
| Пузама губа при озере Лавдосельге                                    | 9     | 60      | 61    | В 3 верстах  |
| Остров при озере Лавдосельге                                         | 2     | 12      | 65    | В 3 верстах  |
| Антонов остров при озере Лавдосельге                                 | 1     | 6       | 65    | В 3 верстах  |
| Легмала при озере Лавдосельге                                        | 7     | 30      | 64    | В 4 верстах  |
| Васильева гора при озере Лавдосельге                                 | 7     | 50      | 66    | В 3 верстах  |
| Лубосалма при озере Лубарви                                          | 19    | 115     | 69    | Есть         |
| Соймо губа при озере Соймарви                                        | 21    | 155     | 83    | В 14 верстах |
| Валазминский чугуно-плавильный завод горнаго ведомства при реке Суне | 30    | 107     | 6     | Есть         |
| Итого                                                                | 184   | 1083    |       | 4            |

| Порос-озерское общество                                           |       |         |       |                   |
| Поселение                                                         | Семей | Человек | До ВП | Школа             |
| Порос-озеро при озере Поросозере и реке Суне                      | 57    | 226     | 0     | Есть              |
| Пойкюли (Порос-озерское Заручье) при озере Поросозере и реке Суне | 4     | 28      | 3     | В 3 верстах       |
| Пяльвозеро при озере Пяльвозере                                   | 21    | 120     | 15    | В 9 верстах       |
| Костомукса при ламбе Киви                                         | 17    | 86      | 20    | В 20 верстах      |
| Чирнозеро при озере Чирнозерском                                  | 12    | 64      | 20    | В 19 верстах      |
| Совдозеро при озере Совдозере                                     | 44    | 260     | 29    | Есть              |
| Котчезеро при озере Котчезере                                     | 3     | 15      | 22    | В 7 верстах       |
| Янгозеро при озере Янгозере                                       | 15    | 94      | 41    | Есть              |
| Келлоева при озере Янгозере                                       | 18    | 105     | 43    | В 2 верстах       |
| Китчилова при озере Янгозере                                      | 2     | 16      | 41    | Есть              |
| Архип-Наволок при озере Янгозере                                  | 3     | 21      | 41    | В смежном селении |
| Бочкина при озере Янгозере                                        | 3     | 16      | 41    | В смежном селении |
| Маниева при озере Янгозере                                        | 15    | 79      | 40    | В 1 версте        |
| Кудама-губа при ламбе Равдо                                       | 20    | 120     | 25    | Есть              |
| Итого                                                             | 234   | 1250    |       | 5                 |

## Население
На 1890 год численность населения волости составляла 1968 человек.
На 1905 год численность населения волости составляла 2333 человека. Из них мужчин 1123, женщин 1210. Самое многочисленное поселение — Совдозеро (260 жителей), самое малочисленное — Антонов остров (6 жителей).

## Инфраструктура
Основа экономики — сельское хозяйство. В 1905 году в волости
насчитывалось 325 лошадей, 613 коров и 1185 голов прочего скота. Действовал со второй половине XIX века  Валазминский чугуноплавильный завод, сгоревший в 1908 году.
В волости в 1905 году было 9 школ в селениях Гимола, Клюшина гора, Лубосалма, Валазминский чугуно-плавильный завод горнаго ведомства, Порос-озеро, Совдозеро, Янгозеро, Китчилова и Кудама-губа. В среднем на 259 человек приходилась 1 школа. Дальше всего до школы было добираться из селения Костомукса (20 вёрст). В пределах пяти вёрст от ближайшей школы находилось 20 поселений общей численностью 1758 жителей (75,35%).